# Wyspy Afryki

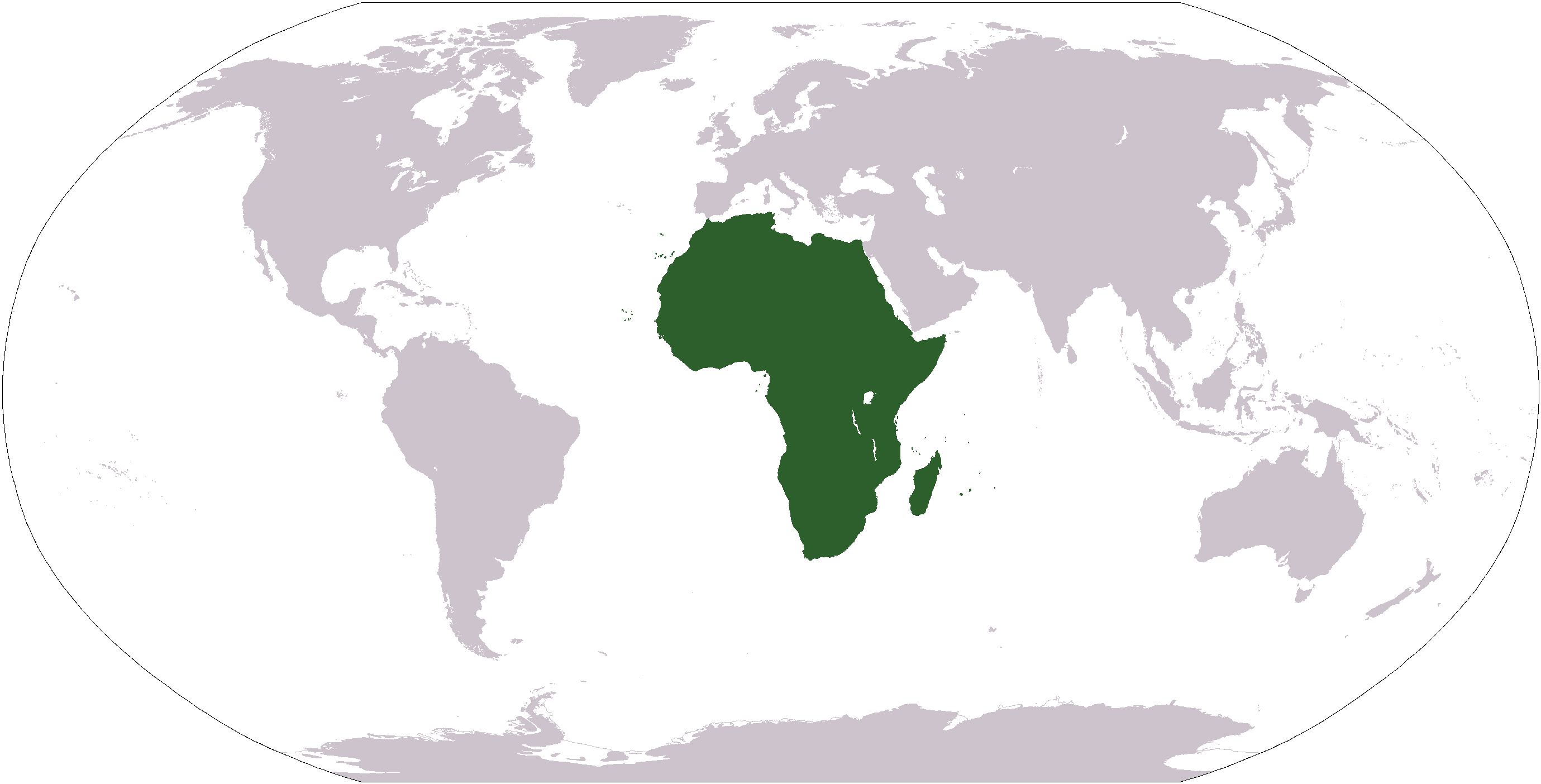
Położenie Afryki

Łączna powierzchnia wysp Afryki stanowi 2% powierzchni kontynentu. Do ważniejszych wysp zaliczają się:
- Annobón 17,5 km²
- Bioko 2017 km²
- Dahlak 1800 km²
- Komory 2236 km²
  - Wielki Komor 1148 km²
  - Anjouan 424 km²
  - Majotta 374 km²
  - Moheli 290 km²
- Madagaskar 587 040 km²
- Madera (archipelag) 828 km²
  - Madera 741 km²
  - Porto Santo 42,3 km²
- Maskareny 4 558,7 km²
  - Reunion 2512 km²
  - Mauritius 1864 km²
  - Rodrigues 109 km²
  - Wyspy Agalega 70 km²
  - Cargados Carajos 2,7 km²
- Pemba 984 km²
- Seszele 455 km²
- Sokotra 3796 km²
- Wyspy Kanaryjskie 7447 km²
- Wyspy Świętego Tomasza i Książęca 1001 km²
- Wyspy Zielonego Przylądka 4033 km²
- Zanzibar 1658 km²